# Église Notre-Dame des Cordeliers de Gourdon
L'église Notre-Dame-des-Cordeliers de Gourdon est une église catholique située à Gourdon, dans le département français du Lot en France.

## Historique
Le couvent des Cordeliers a été fondé vers 1250 par Gisbert II de Thémines (vers 1235-vers 1294) et Hélène de Gourdon-Salviac (vers 1230-1276), son épouse et héritière de Gourdon-Salviac, seigneur de la ville, capitale de la Bouriane. Les cordeliers se sont installés dans leur monastère de Gourdon au milieu du XIIIe siècle. Ils sont conduits en 1266 par le bienheureux Christophe de Ramandiola (1172-1272), compagnon de saint François d'Assise, qui avait été le fondateur et premier gardien du couvent des Frères mineurs de Cahors. Ce couvent ne fut achevé que l'année après le décès de Gisbert.
Le couvent a été implanté dans un barri, ou faubourg, à l'extérieur de l'enceinte. La construction de l'église a été terminée en 1287 comme semble le montrer la date gravée sur la clef de la première travée de la nef.
En 1288, pendant la crise opposant les bourgeois aux artisans concernant la répartition de la taille, une réunion de tous les habitants de la ville se tint dans l'église.
En XIVe siècle, deux de ses religieux, Guillaume Farinier et Fontanier de Vassal, qui ont été supérieurs de l'Ordre, sont nommés cardinaux, le premier le 23 décembre 1356, le second le 17 septembre 1361.
La guerre de Cent Ans a provoqué le début du déclin du monastère.
En 1562, les protestants ont détruit les bâtiments conventuels et tué des religieux. Les bâtiments sont restaurés au début du XVIIe siècle et ont été occupés jusqu'à la Révolution. Les biens sont inventoriés le 22 mai 1790 et vendus le 25 janvier 1792. Pendant ces deux dates le mobilier a été saccagé sauf la chaire qui a été sauvée et placée dans l'église Saint-Siméon.
Les bâtiments conventuels et l'église sont transformés en caserne et salle de réunion municipale, puis en magasin de fourrage, puis en poudrerie. Toutes les archives du monastère sont brûlées en 1793.
L'église devient paroissiale sous le nom de Notre-Dame-des-Cordeliers sous le Premier Empire.
En 1817, sous la Restauration, les clarisses, chassées de leur couvent en 1790, obtiennent d'ouvrir une école de filles dans ce qu'il subsiste du monastère. L'école a fonctionné jusqu'en 1902.
En 1907, c'est le petit séminaire, chassé de Montfaucon, qui s'y installe. Il a fait aménager, de 1919 à 1924, le bâtiment qui s'élève au sud de l'église, à l'emplacement du cimetière conventuel. Un collège d'enseignement privé a ensuite remplacé le petit séminaire. D'autres modifications sont faites sur les bâtiments. Il reste quelques traces du cloître gothique dans la cour intérieure du collège.
Le clocher primitif était un simple mur dans lequel pendait une cloche. Mais les paroissiens prétendirent qu'ils ne l'entendaient pas sonner. Le clocher actuel est bâti en 1895 pour la somme de 10 500 francs.
L'église est désaffectée depuis les années 1960. Elle est utilisée par la municipalité comme salle d'exposition et de concert.

## Description
L'église est à nef unique voûtée d'ogives de quatre travées carrées, terminée par une abside à sept pans. La poussée des voûtes est reprise par des contreforts extérieurs massifs. Quatre chapelles placées de part et d'autre des deux premières travées de la nef ont été réalisées entre les contreforts. Elles ont été aménagées postérieurement. Les sculptures des clefs de voûte des chapelles peuvent indiquer leurs donateurs.
L'église conserve une cuve baptismale monolithe du XIVe siècle, sculptée d'un christ entouré de douze apôtres, placés chacun sous une arcature trilobée.

## Vitraux
Des vitraux historiés, issus de l'atelier des frères Goussard de Condom et de leur successeur Jean-Baptiste Anglade, ont été placés dans les fenêtres en 1874. Dans le chœur ces vitraux représentent les douze apôtres. Sur la façade occidentale ont été représentées sainte Germaine de Pibrac et sainte Philomène.

## Protection
L'édifice est inscrit au titre des monuments historiques le 3 octobre 1929.
Plusieurs objets sont référencer dans la base Palissy.